# アミキティア (小惑星)
アミキティア (367 Amicitia) は小惑星帯に位置する小惑星。フランスの天文学者、オーギュスト・シャルロワが発見した。
アミキティアはラテン語で「友愛」の意味である。